# Misztrál–2 hadművelet
A Misztrál–2 hadművelet (horvátul: Operacija Maestral) a Horvát Hadsereg (HV) és a Horvát Védelmi Tanács (HVO) offenzívája volt Nyugat-Bosznia-Hercegovinában 1995. szeptember 8 és 15. között a boszniai háborúban. Célja az volt, hogy biztonsági ütközőzónát hozzon létre Horvátország és a Boszniai Szerb Hadsereg (VRS) pozíciói között, és Jajca, Šipovo és Drvar városok elfoglalásával veszélyeztesse a legnagyobb boszniai szerbek által birtokolt várost, Banja Lukát. Az egyesített HV és HVO erők Ante Gotovina vezérőrnagy parancsnoksága alatt álltak.
A hadművelet az Észak-atlanti Szerződés Szervezetének (NATO) a Megfontolt erő hadművelet (Operation Deliberate Force) kódnevű VRS elleni légi hadjárata során indult, amely a nagyrészt Szarajevó térségében (de az ország más részein is) levő VRS légvédelmet, tüzérségi állásokat és tároló létesítményeket célozta meg. Napokkal az offenzíva megkezdése után a Sana hadműveletben a Bosznia-Hercegovinai Köztársaság Hadserege (ARBiH) a HV és a HVO előrenyomulás jobb és bal oldalán lévő VRS állásokat is megtámadta. Az offenzíva elérte a kitűzött célt, és megalapozta a HV, a HVO és az ARBiH további előrenyomulását Banja Luka felé, hozzájárulva a háború lezárásához.
A szakértők nem értenek egyet abban, hogy az offenzíva a Sana hadművelettel együtt, vagy a NATO légicsapásai járultak-e hozzá jobban a boszniai háború megoldásához, és mennyiben segítették az ARBiH, a HVO és a HV előretörését a NATO légicsapásai. A Misztrál–2 hadművelet boszniai szerb civilek százainak életét követelte, és több tízezer ember kényszerült lakóhelyét elhagyni. 2011-ben öt volt horvát katonát ítéltek el háborús bűnök miatt öt boszniai szerb katonának és egy civilnek a művelet során végrehajtott kivégzése miatt. 2016-ban boszniai szerb tisztviselők büntetőfeljelentést tettek Damir Krstičević horvát védelmi miniszter ellen, azt állítva, hogy háborús bűnöket követett el az offenzíva során.

## Előzmények
Mivel a Jugoszláv Néphadsereg (Jugoslovenska narodna armija – JNA) a Vance-terv elfogadását és végrehajtásának megkezdését követően kivonult Horvátországból, 55 000 Bosznia-Hercegovinában született tisztét és katonáját átvezényelte az új boszniai szerb hadsereghez, amelyet később Boszniai Szerb Köztársaság hadseregére (Vojska Republike Srpske – VRS) kereszteltek. Ez az újjászervezés a Bosznia-hercegovinai Szerb Köztársaság 1992. január 9-i kikiáltását követte, de megelőzte a Bosznia-Hercegovina függetlenségéről 1992. február 29. és március 1. között megtartott népszavazást. Ezt a nyilatkozatot később a boszniai szerbek a boszniai háború ürügyeként hozták fel. A boszniai szerbek 1992. március 1-jén megkezdték a főváros Szarajevó és más területek megerősítését, másnap pedig Szarajevóban és Dobojban már jelentették a háború első halálos áldozatait. Március utolsó napjaiban a boszniai szerb erők tüzérséggel bombázták Bosanski Brodot, aminek eredményeként a Horvát Hadsereg 108. dandárja a határon átnyúló hadműveletbe kezdett. 1992. április 4-én a JNA tüzérsége megkezdte Szarajevó ágyúzását. Más példák is voltak arra, hogy a JNA közvetlenül támogatta a VRS-t, például Zvornik elfoglalásakor 1992. április elején, amikor a JNA átlőve a Drina folyón tüzérségi támogatást nyújtott Szerbiából. Ezzel egy időben a JNA megpróbált enyhíteni a feszült helyzeten, és tárgyalásokat próbált szervezni az országban.
A JNA és a VRS Bosznia-Hercegovinában szemben állt a Bosznia-Hercegovinai Köztársaság hadseregével és a Horvát Védelmi Tanáccsal (HVO), amely a bosnyákok által uralt központi kormányzatnak, illetve a bosnyák vezetésnek, valamint a HV-nek az irányítása alá tartozott, amely esetenként támogatta a HVO működését. 1992. április végén a VRS 200 000 katonát, több száz harckocsit, páncélos szállító harcjárművet (APC) és tüzérségi eszközt tudott bevetni. A HVO és a Horvát Védelmi Erők (Hrvatske obrambene snage – HOS) megközelítőleg 25 000 katonát és egy maroknyi nehézfegyvert tudott kiállítani, míg az ARBiH nagyrészt felkészületlen, közel 100 000 katonával rendelkezett, akiknek kevesebb mint fele volt ellátva kézifegyverekkel, és gyakorlatilag nem volt nehézfegyverzete. A különböző erők fegyverkezését az ENSZ fegyverembargója akadályozta, amelyet 1991 szeptemberében vezettek be. 1992. május közepére, amikor azok a JNA-egységek, amelyek nem kerültek át a VRS-be, kivonultak Bosznia-Hercegovinából az újonnan kikiáltott Jugoszláviába, a VRS Bosznia-Hercegovina körülbelül 60 százalékát ellenőrizte. A VRS ellenőrzése alatt álló terület mértéke 1992 végére az országnak körülbelül 70 százalékra nőtt.
1995-re az ARBiH és a HVO szervezett erőkké fejlődtek, amelyek viszonylag nagyszámú tüzérségi eszközt és jó védelmi erődítéseket alkalmaztak. A VRS még ott sem volt képes áthatolni védelmükön, ahol erői megbízható katonai taktikát alkalmaztak, mint például 1995 májusában és júniusában az orašjei csatában. A Krajinai Szerb Köztársaság horvátországi szerbek által ellenőrzött területei nagy részéről a térség 1995. augusztusi, Vihar hadművelettel történt visszafoglalása után a HV Nyugat-Boszniára és Hercegovinára helyezte a hangsúlyt. A váltást az a vágy motiválta, hogy a horvát határ mentén biztonsági zónát hozzanak létre, Horvátországot regionális hatalommá tegyék, és a boszniai háború kikényszerítésével a nyugat kegyeit is elnyerjék. Bosznia-Hercegovina kormánya üdvözölte a lépést, mivel hozzájárult ahhoz a céljukhoz, hogy megszerezzék az irányítást Nyugat-Bosznia és Banja Luka városa – a boszniai szerbek által birtokolt terület legnagyobb városa – felett.
1995 augusztusának utolsó napjaiban a NATO megindította az Megfontolt erő hadműveletet – a VRS elleni légi hadjáratot. Ezt az offenzívát a srebrenicai mészárlás nyomán bekövetkezett augusztus 28-i második markalei vérengzésre válaszul indították. Légitámadások augusztus 30-án kezdődtek, és kezdetben a VRS légvédelmét célozták meg, ezen belül főként Szarajevó melletti célpontokra csaptak le. Az offenzívát szeptember 1-jén rövid időre felfüggesztették és kiterjesztették a város körüli tüzérségi és tároló létesítményekre is. A bombázás szeptember 5-én folytatódott és mivel a NATO majdnem kimerítette a Szarajevó melletti célpontok listáját, szeptember 9-ig kiterjesztették a Banja Luka melletti VRS légvédelemre is. Szeptember 13-án a boszniai szerbek elfogadták a NATO követelését egy Szarajevó körüli biztonsági zóna létrehozására, és a hadjárat abbamaradt.

## A szembenálló erők
Mivel a NATO-bombázás általában a VRS-t célozta Szarajevó környékén, Nyugat-Bosznia a VRS, a HVO vagy az ARBiH által Bihács, Drvar és Glamoč közelében indított támadások kivételével viszonylag nyugodt maradt a Vihar hadművelet után. Abban az időben a HV, a HVO és az ARBiH közös offenzívát tervezett a régióban. Az offenzíva fő része az Adrián fújó szél után „Misztrál” (pontosabban a Misztrál–2) nevet kapta. A HV és a HVO egy hónapon belüli hadműveletet tervezett  Jajca, Šipovo és Drvar városok elfoglalására, erőiket pedig Banja Lukát fenyegetve helyezték el. Az offenzívára kijelölt egyesített HV- és HVO-erők élére Ante Gotovina tábornok került.
Az erőket három csoportban vetették be. A Šipovo és Jajca elfoglalásával megbízott Északi Műveleti Csoport (OG Észak) 11 000 katonából állt, és a Gotovina rendelkezésére álló legjobb egységeket – a 4. gárdadandárt és a 7. gárdadandárt, valamint a HV 1. horvát gárdadandárát (1. HGZ) és három HVO gárdadandárt foglalt magába. A haderő többi része OG Nyugat és az OG Dél zónába szerveződött, és öt HV honvédezredből és három tartalék gyalogdandárból állt. Ennek a két csoportnak kellett Drvar környékén lefognia a VRS 2. krajinai hadtestének csapatait, és megkísérelni előrenyomulni a város felé. Miután az OG Észak befejezte feladatait, vissza kellett fordulnia és kellett foglalnia Drvart. Gotovina erői a balról ARBiH 5. hadteste és a jobbról a az ARBiH 7. hadteste között helyezkedtek el. Az ARBiH-erőknek egy különálló, de összehangolt offenzíva, a „Sana” hadművelet keretében a HV és a HVO oldalain kellett előrenyomulniuk.
A kombinált HV és HVO offenzíva területén velük szemben a VRS 2. krajinai hadteste, amelyet Radivoje Tomanić vezérőrnagy, valamint az 1. krajinai hadtest 30. gyalogos hadosztálya állt, melyet Momir Zec vezérőrnagy irányított. Tomanić, aki Drvarban állította fel főhadiszállását, egész Nyugat-Bosznia szerb katonai parancsnoka volt. Tomanić és Zec körülbelül 22 000 katonából álló együttes haderőt vezényeltek. Úgy ítélték meg, hogy az ARBiH nagyobb fenyegetést jelent a térségben, és a HV ellen közvetlenül csak 5-6000 közötti katonát vetettek be, amely egy gépesített, és hat könnyű gyalogsági dandárból állt, egy dandár pedig tartalékban volt.

## A hadművelet lefolyása

### Első szakasz
A hadművelet első szakasza szeptember 8-tól 11-ig tartott, és Šipovo és Jajce déli megközelítését védve, a Glamočtól északra fekvő hegyeken átívelő VRS védelem leküzdésére tervezték. A támadást szeptember 8-án reggel indították meg. A 7. és a 4. gárdadandár csapása a Mlinište-hágó, illetve a Jastrebnjak-hegy felé irányult. A VRS védelmének első vonalát 10:00-ra áttörték, ami lehetővé tette az 1. HGZ-nek, hogy áthatolva a 4. gárdadandáron megkerülje a Vitorog-hegyet és az ottani különösen erős VRS védelmet. Az 1. HGZ-t Vitorognál a VRS állások elleni támadásokban gyorsan megerősítették a 60. gárdazászlóalj és a különleges rendőrség egységeivel. Az offenzíva kezdeti napján a legnagyobb haladást a 4. gárdadandár érte el, amely 5 km-t haladt előre. A 7. gárdadandár és az 1. HGZ lényegesen kisebb távolságot haladt előre, míg az OG Dél és OG Nyugat Drvar ellen indított támogató erőfeszítései aznap alig haladtak előre.
Szeptember 9-én a HV és a HVO leküzdötte a három VRS gyalogdandár és a 7. gépesített dandár fő védelmének zömét, és ezzel kulcsfontosságú áttörést ért el. Az 1. HGZ visszaszorította a VRS-t Vitorogtól, a 7. gárdadandár pedig 8 km-re előrenyomult, elfoglalva a Mlinište-hágót, míg a 4. gárdadandár Jastrebnjak hegyet vonta ellenőrzése alá. Másnap a HV és a HVO csak 2 km-t tudott előrenyomulni, mivel vele szemben a VRS az 1. páncélosdandárról leválasztott M-84-es harckocsikból álló zászlóaljat telepített. Ekkor a HV és a HVO elérte az offenzíva első szakaszának célkitűzéseit. Azon a napon a HV és a HVO támadásának jobb szárnyán az ARBiH 7. hadteste is megindította támadását és kitartóan lekötötte a Donji Vakuf védelmére vezényelt VRS-erőket.
Szeptember 11-én az OG Észak leállította a támadó hadműveleteket, míg a 4. és 7. gárdadandár tartalékba vonult. Helyükre a HVO 1. és 2. gárdadandárja került, amelyek az OG Észak lándzsahegyévé váltak. A 2. gárdadandár tapogatózó támadása Kupres-fennsík peremén némi haladást ért el Jajca felé. Az OG Észak és Dél újabb erőfeszítéseket tett Drvar elfoglalására, de a tüzérséggel és az M-87 Orkan rakétavetőkkel támogatott VRS-gyalogság visszaverte őket.

### Második szakasz
Az offenzíva második szakasza szeptember 12-én kezdődött. Célja Šipovo és Jajca az OG Észak általi elfoglalása volt, miután sikeresen áttörte a VRS védelmét Glamočtól északra. Mivel a VRS 7. gépesített dandárja Šipovo védelme érdekében kénytelen volt visszavonulni a Vitorog melletti állásokról, a HV és a HVO gyorsan nyomult előre, mely azt jelentette, hogy a VRS nem tudta megerősíteni a védelmi vonalat. Ugyanezen a napon a HV három Mi-24-es helikoptert vetett be a VRS páncélosok és tüzérség ellen, a HVO 1. gárdadandárja pedig elérte Šipovót és elfoglalta a várost. Előrenyomulását az 1. HGZ is támogatta, amely Šipovo mellett átkarolta a VRS védelmét. A támadást a 60. gárdazászlóalj, a vezérkar felderítő szabotázskülönítménye, valamint nehéztüzérség és rakétasorozat-vetők is támogatták. Amikor a VRS pozíciói Šipovo környékén elkezdtek gyengülni, a 2. gárdadandár Jajca irányában nyomult előre, és a nap végére elért egy a várostól 10 km-re délre levő pontot. Előrenyomulását a 22. szabotázskülönítmény és a különleges rendőrség támogatta.
Szeptember 13-án, amikor a 2. gárdadandár Jajca felé közeledett, a VRS, hogy elkerülje a körülzárást, kivonult Donji Vakufból, és az ARBiH elfoglalta a várost. Az ARBiH 5. hadteste a HV és HVO offenzíva bal szárnyán, Bihácstól délre, Bosanski Petrovac felé haladva kezdte meg rohamát a VRS 2. krajinai hadtest ellen. A HV, hogy támogassa a HVO harcoló erőit, a 81. gárdazászlóaljat is bevonta a hadműveletbe, mely amikor Mrkonjić Gradhoz közeledett, összecsapott a várost védő VRS 7. gépesített dandárral. A nap végére a 2. gárdadandár elérte Jajcát. Amikor már úgy tűnt, hogy a város elfoglalása küszöbön áll, Jajca polgári lakosságát evakuálták. A 2. gárdadandár behatolt az elhagyatott városba, és visszafoglalta azt, amelyet három évvel korábban a Vrbas '92 hadművelet során veszített el. Jajca elfoglalása értelmetlenné tette, hogy az ARBiH 7. hadteste tovább haladjon, mivel a VRS-szel szemben lévő frontvonala teljesen eltűnt. A 7. hadtest ezután leválasztotta haderejének jelentős részét, és erősítésként az 5. hadtesthez küldte őket.

### Harmadik szakasz
A hadművelet harmadik szakasza az átfogó offenzíva másodlagos céljára, Drvar elfoglalására összpontosított. A város körüli VRS-védelem szeptember 14-ig tartott ki, amikor Gotovina az OG Észak tartalékában tartott 7. gárdadandártól leválasztott egy megerősített zászlóaljat és bevetette Drvar ellen. Az OG Nyugat és Dél újabb lökése, valamint az ARBiH 5. hadtest Bosanski Petrovac elleni gyors előrenyomulása Drvar körülzárásával fenyegetett, és a VRS kivonult a városból. Az ARBiH 5. hadteste szeptember 14-én elfoglalta Kulen Vakufot, másnap pedig Bosanski Petrovacot. A hadtest a várostól 12 km-re délkeletre, a Drvar felé vezető úton, az Oštrelj-hágónál találkozott össze a HV erőkkel, amely azonban nem ment zökkenőmentesen, mivel a baráti tűznek halálos áldozatai is lettek.

## Következmények
A hadművelet eredményeként elfoglalva 2500 km2 területet és demonstrálva harckészségük fejlődését, az egyesített HV és HVO haderő mintegy 30 km-rel hatolt át a VRS védelmén. Még ennél is fontosabb következmény volt, hogy a boszniai háború végén végrehajtott Misztrál-2, valamint Sana hadműveletek döntő szerepet játszottak a boszniai szerbekre gyakorolt nyomásban, hogy tárgyalóasztalhoz üljenek, ezenkívül megalapozták a HV és a HVO további, a Déli mozdulat hadművelet során elért sikereit.
A Nyugodt erő, a Misztrál-2 és a Sana hadműveletek hatásait a Központi Hírszerző Ügynökség is elemezte, és megjegyezte, hogy a NATO légi hadjárata nem rontotta olyan mértékben a VRS harcképességét, mint ahogyan azt várták volna, mivel a légicsapások soha nem a bevetett egységekre, hanem az irányítási infrastruktúrára irányultak. Az elemzés megállapította, hogy amíg a NATO légihadjárata csak némileg rontotta a VRS képességeit, addig a legtöbb kárt a HV, a HVO és az ARBiH végső offenzívái okozták. Az elemzés továbbá arra a következtetésre jutott, hogy a NATO bombázása helyett a szárazföldi offenzívák voltak a fő okai annak, hogy a boszniai szerbek végül tárgyalóasztalhoz ültek, és a háború véget ért. Az ismert szakíró, Robert C. Owen azonban azzal érvel, hogy a HV nem haladt volna olyan gyorsan, ha a NATO nem avatkozik be, és nem akadályozza a VRS védelmét azzal, hogy lerombolja a nagy hatótávolságú kommunikációt.
A Misztrál-2 hadművelet a szinte egyidejű Sana hadművelettel együtt a korábban a VRS által ellenőrzött területekről nagyszámú menekültet generált. Számukról különféle adatok jelentek meg, és a becslések a Szerb Rádió és Televízió által 2010-ben közölt 655 megölt civiltől és 125 000 menekülttől, a boszniai szerb források által 1995-ben megadott körülbelül 40 000-ig terjednek. A jelentések szerint az utóbbi szám Jajca, Šipovo, Mrkonjić Grad és Donji Vakuf városok teljes akkori lakosságát tartalmazta, akik elmenekültek, illetve akiket evakuáltak. Abban az időben az ENSZ szarajevói szóvivője úgy becsülte, hogy a menekültek száma 20 000. A menekültek a Brčko és Banja Luka környéki VRS által ellenőrzött területekre menekültek, ehhez kell hozzászámítani azt az 50 000 menekültet, akik Banja Lukában a Vihar hadművelet után kerestek menedéket.
A Gotovina és társainak a Nemzetközi Büntetőbíróság előtti tárgyalásán Reynaud Theunens az ügyészség szakértői tanúi minőségében hasonlította össze a Mistral-2-t és a Vihart. Theunens rámutatott, hogy a Mistral-2 hadművelet után a polgári ingatlanok és infrastruktúra kisebb kockázatnak voltak kitéve, mivel Gotovina sokkal szigorúbb utasításokat adott ki e tekintetben. Külön katonai egységeket hozott létre, amelyek kifejezetten a biztonsággal voltak megbízva, hogy betartassák a biztonsági előírásokat, mint például a kijárási tilalom Jajcán. A HV és a HVO soraiból 74-en haltak meg és 226-an sebesültek meg a hadművelet során.
2007-ben a horvát hatóságok tájékoztatást kaptak arról, hogy az offenzíva során a 7. gárdadandár parancsnoka, Ivan Korade dandártábornok parancsot adott a VRS hadifoglyok megölésére. Háborús bűnök miatt emeltek vádat a dandár hét katonája ellen azzal, hogy végrehajtották Korade parancsát egy VRS fogoly és egy ismeretlen férfi megölésére a Glamoč melletti Halapić faluban, valamint négy VRS fogoly megölésére Mlinište faluban. Öt vádlottat 2011 októberében elítéltek, a fennmaradó kettőt pedig felmentették. Közülük kettőt hat év, egyiküket öt év, a maradék kettőt pedig két év börtönbüntetésre ítélték. A Korade elleni perre soha nem került sor, mivel egy 2008. március végén elkövetett négyrendbeli gyilkosság miatt az őt letartóztatni akaró rendőrökkel való összetűzést követően öngyilkosságot követett el.  2016-ban a boszniai szerb tisztviselők büntetőfeljelentést tettek Damir Krstičević horvát védelmi miniszter ellen, azt állítva, hogy az offenzíva során háborús bűnöket követett el.

## Fordítás
Ez a szócikk részben vagy egészben  az   Operation Mistral 2 című angol Wikipédia-szócikk ezen változatának fordításán alapul.  Az eredeti cikk szerkesztőit annak laptörténete sorolja fel. Ez a jelzés csupán a megfogalmazás eredetét és a szerzői jogokat jelzi, nem szolgál a cikkben szereplő információk forrásmegjelöléseként.